# Електронік (персонаж)
Електронік — персонаж фантастичних повістей Євгена Серафимовича Велтистова «Електронік — хлопчик з чемодану», «Рессі — невловимий друг», «Переможець неможливого», «Нові пригоди Електроніка», телефільму « Пригоди Електроніка».
Один з найпопулярніших роботів в радянській масовій культурі .

## Опис
З'являється в лабораторії професора Громова як робот андроїд нового покоління, що має зовнішній вигляд 13-річного підлітка. Втікає через помилки професора, коли після приїзду в готель він підключає Електроніка для підзарядки до мережі 220 В замість 127 В. (У фільмі інакше — з'являється як робот для шахової гри в лабораторії професора Громова, звідки тікає, щоб стати людиною).
Історія Електроніка — історія олюднення робота (в цьому плані «Пригоди Електроніка» слідують за сюжетом « Піноккіо»). Болісно усвідомив неможливість стати людиною Електронік, проте під впливом спілкування з однокласниками свого прототипу — Сергія Сироїжкіна, набуває людських рис. Професор Громов, його творець, після говорить їм: «Ви заново створили Елека і зробили це краще, ніж я».
Аеліта Романенко пояснювала популярність персонажа тим, що він поєднує в собі надздібності з потребою бути опікуваним, «опікати сверхсильного — велика спокуса для будь-якої дитини». Тим самим, уподібнюючи його таким героям, як інопланетянин з однойменного фільму Стівена Спілберга .
При створенні зовнішній вигляд брався з хлопчика, зображеного на журнальної обкладинці, яким, за сюжетом, виявився Сироїжкін.

## Історія створення персонажа
Володимир Приходько описує історію появи персонажа. Там говориться, що ідея «хлопчика з чемодана» прийшла до Велтистова, коли він під час поїздки до моря ніс важкий чемодан: "Може, у валізі хтось є? Може, там… електронний хлопчик? Ось поставлю чемодан на полицю, відкину кришку. Хлопчик розплющить очі, підведеться і скаже: "Здрастуй! Мене звуть Електронік… «Зайшов у купе, клацнув замками і ахнув. Виявляється, в поспіху переплутав валізи: взяв інший, набитий книгами».

## Фільм
Сюжет фільму «Пригоди Електроніка» значно відрізняється від сюжету книг: у режисерській трактовці збережена, головним чином, лише загальна фабула і деякі сюжетні лінії: від професора-робототехніка збігає «електронний хлопчик», зустрічає свого живого «близнюка», стає його другом і помічником, ходить до школи замість хлопчика, потім робота намагається в кримінальних цілях викрасти якась закордонна мафіозна структура.
У ролі Електроніка у фільмі знімався Володя Торсуєв. У цій ролі він демонструє проникливу, трохи сумну серйозність, на противагу своєму братові Юрі, який в ролі Сироїжкіна демонструє крайню енергійність і лукавство (виступаючи в ролі трикстера) . За Електроніка співала Олена Шуенкова, а озвучувала — Надія Под'япольська.

## Визнання
У 2006 році журнал «Світ Фантастики» поставив Електроніка на перше місце в списку «Най-най роботи», автор написав — «Радянський кіборг ручної збірки, що розмірковує над складними етичними питаннями, — один з тих небагатьох „філософських каменів“ у фантастичній алхімії нашого дитинства, завдяки яким навколишній світ на якийсь час дійсно ставав золотим».

## У популярній культурі
Персонаж, заснований на Електроніку і Сироїжкіну, є одним з другорядних персонажів візуальної новели «Нескінченне літо».